# Groeve Dellen oude werken

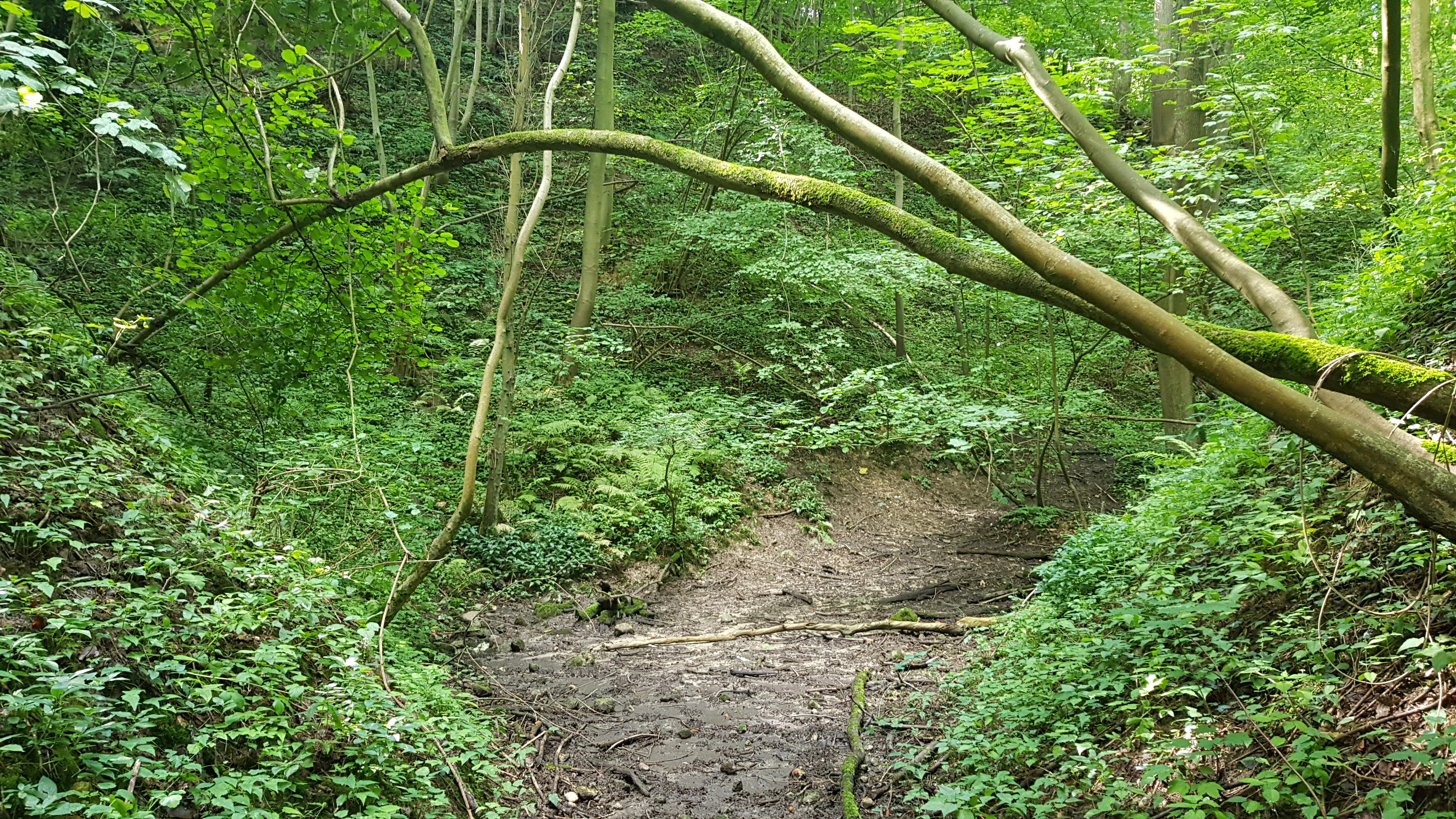
Het gebied van de groeve overwoekerd door struikgewas

De Groeve Dellen oude werken is een Limburgse mergelgroeve in het Geuldal in de Nederlandse gemeente Meerssen in Zuid-Limburg. De ondergrondse groeve ligt ten zuidoosten van Meerssen ten zuidoosten van uitspanning De Nachtegaal. Ze ligt in het bos van De Dellen nabij de weg Gemeentebroek, ten noorden ligt het bosgebied van de Meerssenerbroek. De groeve ligt aan de noordwestkant van het Plateau van Margraten in de overgang naar het Maasdal. In de omgeving duikt het plateau een aantal meter steil naar beneden.
Op ongeveer 225 meter naar het westen ligt de Groeve Oly en op ruim 150 meter naar het oosten ligt de Meerssenergroeve.
De groeve ligt op het terrein van Het Limburgs Landschap.

## Geschiedenis
De groeve werd door blokbrekers ontgonnen voor de winning van kalksteenblokken.